# Estivareilles (Allier)
Estivareilles település Franciaországban, Allier megyében. Lakosainak száma 1114 fő (2022. január 1.). Estivareilles Reugny, Saint-Victor, Vaux, Verneix és Haut-Bocage községekkel határos.

## Népesség
A település népességének változása:
| Lakosok száma | 863  | 1101 | 1104 | 1005 | 1121 | 1110 | 1103 | 1112 | 1117 | 1114 |
|               | 1968 | 1982 | 1990 | 2006 | 2013 | 2015 | 2017 | 2019 | 2020 | 2022 |